# Lac Tanuki
Le Lac Tanuki  (田貫湖, Tanuki-ko) se trouve près du mont Fuji au Japon. Il se trouve à Fujinomiya, préfecture de Shizuoka et fait partie du parc national de Fuji-Hakone-Izu.

## Histoire
À l'origine une zone marécageuse, le lac a été créé en 1935 en divertissant les eaux de la rivière Shiba toute proche afin de créer un réservoir un vue de l'irrigation. Le lac est à présent une destination touristique populaire avec terrains de camping, de pêche, de navigation et ses magnifiques vues sur le mont Fuji.